# Флаг Смоленска
Флаг городского округа город Смоле́нск Смоленской области Российской Федерации.
Флаг утверждён решением Смоленского городского совета N 120 от 31 мая 2001 года.

## Описание
«В прямоугольном полотнище красного цвета с соотношением ширины к длине 2:3 в серебряном (белом) крыже, каждая сторона которого составляет 40 процентов ширины полотнища, помещена пушка с птицей Гамаюн. Под крыжем положены три золотые (жёлтые) вертикальные полосы шириной 5 процентов, с расстоянием между ними 6 процентов ширины полотнища. Средняя полоса начинается от середины нижней кромки крыжа. Полотнище флага может быть обрамлено золотой (жёлтой) бахромой».